# كريستوفر بانكس
كريستوفر بانكس (بالإنجليزية: Christopher Banks)‏ هو صحفي نيوزلندي، ولد في 1977.

## وصلات خارجية
- كريستوفر بانكس على موقع IMDb (الإنجليزية)
- كريستوفر بانكس على موقع ديسكوغز (الإنجليزية)
- كريستوفر بانكس على موقع قاعدة بيانات الفيلم (الإنجليزية)